# گرتنا، دامفریس و گالووی
گرتنا (به انگلیسی: Gretna) یک شهرک در اسکاتلند است که در دامفریس و گالووی واقع شده‌است. گرتنا ۲٬۷۰۵ نفر جمعیت دارد.